# Burgundio Pisano
Burgundio Pisano o Burgundio da Pisa, Burgundione da Pisa (Pisa, 1110 – Pisa, 20 ottobre 1193) è stato un giurista e traduttore italiano.

## Biografia
Dal 1135 al 1140 visse a Costantinopoli, principale centro del sapere del mondo greco dell'epoca.
Nella capitale bizantina partecipò alla disputa filosofica del 1136 assieme a Giacomo da Venezia e Mosè da Bergamo.

Tornato in Italia propose a Federico Barbarossa di far tradurre numerose opere greche.

Ebbe numerosi allievi, tra cui Rolando da Lucca e Uguccione.
Secondo il calendario pisano è morto il 30 ottobre 1194, in età molto avanzata.

## Opere

### Traduzioni
Sono attribuite a Burgundio le traduzioni dal greco del Digesto di Giustiniano, la Expositio fidei orthodoxae, e dal latino, la Fonte sapientiae di Giovanni Damasceno, il Liber de vindemiis (noto anche come Incipit liber Vendemiae) della Geoponica, le opere di Nemesio, il De complexionibus di Galeno, l'Homiliae ad Evangelium Iohannis e l'Homiliae ad Evangelium Matthaei di Giovanni Crisostomo. È stato un importante esponente italiano dell'arte della traduzione.
La versione latina del trattato La fonte della conoscenza (in greco:  Pēgē gnōseōs) del Damasceno costituì la base per le Sentenze di Pier Lombardo.